# Гижицкий повет
Гижицкий повет (пол. Powiat giżycki) — повет (район) в Польше, входит как административная единица в Варминьско-Мазурское воеводство. Центр повета — город Гижицко. Занимает площадь 1118,74 км². Население — 57 286 человек (на 31 декабря 2015 года).

## Административное деление
- города: Гижицко, Рын
- городские гмины: Гижицко
- городско-сельские гмины: Гмина Рын
- сельские гмины: Гмина Гижицко, Гмина Круклянки, Гмина Милки, Гмина Выдмины

## Демография
Население повята дано на 31 декабря 2015 года.
| Перепись            | Всего | Мужчины | Женщины |
| ------------------- | ----- | ------- | ------- |
| Всего               | 57286 | 28066   | 29220   |
| Городское население | 32625 | 15523   | 17102   |
| Сельское население  | 24661 | 12543   | 12118   |